# Blanzy-lès-Fismes
Blanzy-lès-Fismes es una comuna francesa, situada en el departamento de Aisne, de la región de Alta Francia.

## Demografía
| 110 | 121 | 103 | 95 | 79 | 94 | 92 | 111 |
| Para los censos de 1962 a 1999 la población legal corresponde a la población sin duplicidades (Fuente: INSEE [Consultar]) |     |     |    |    |    |    |     |